# Jean Bernier (prévôt de Paris)
Pour les articles homonymes, voir Bernier et Jean Bernier.
Jean Bernier ou Jehan Bernier ou encore Jean Le Bernier, chevalier, sénéchal, bailli, gouverneur, conseiller du roi de France, prévôt de Paris et maître des requêtes de l'Hôtel du Roi.
Jean Bernier est issu d'une riche famille de la bourgeoisie de Paris.

## Chronologie de ses fonctions et charges

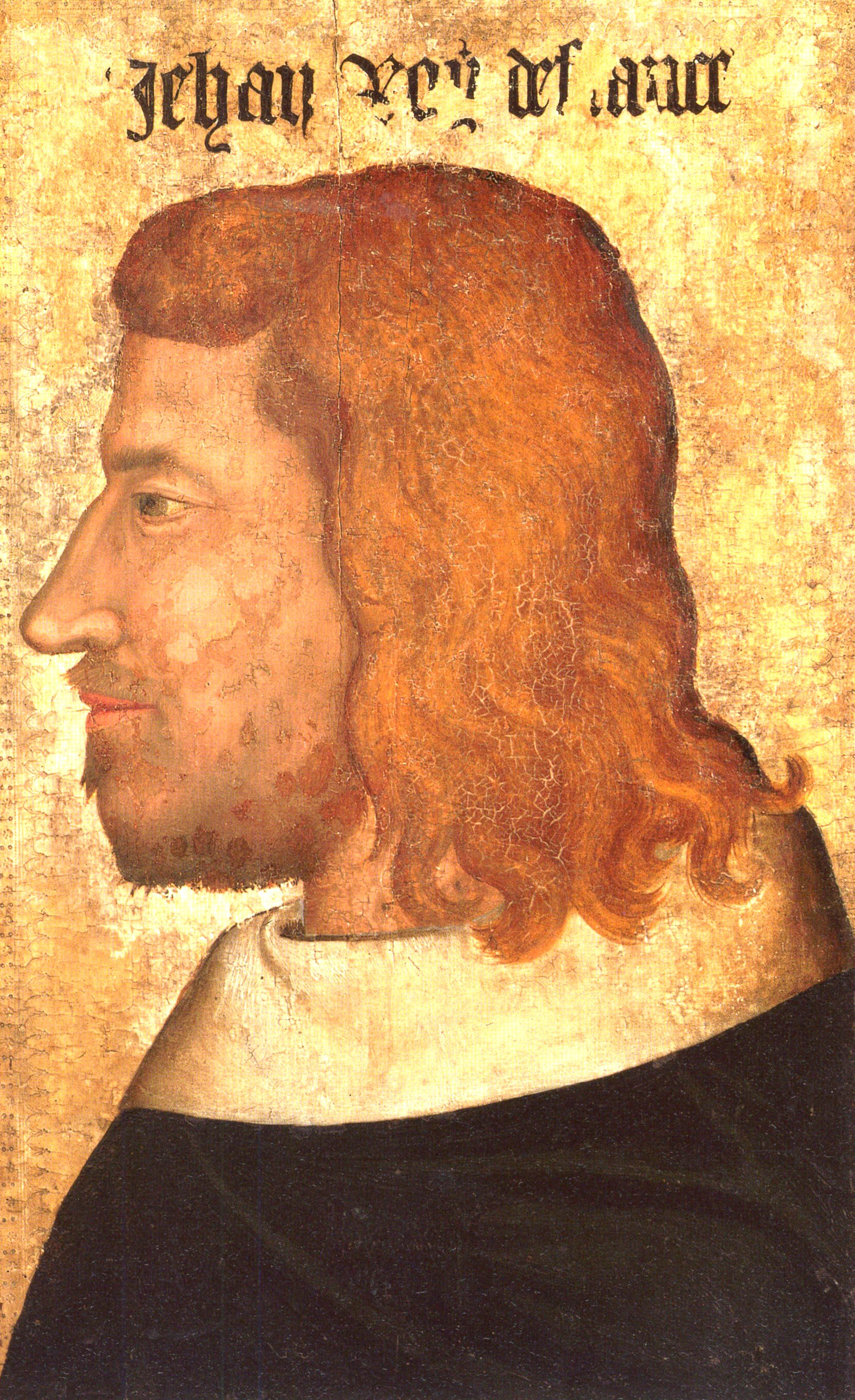
Portrait de Jean le Bon

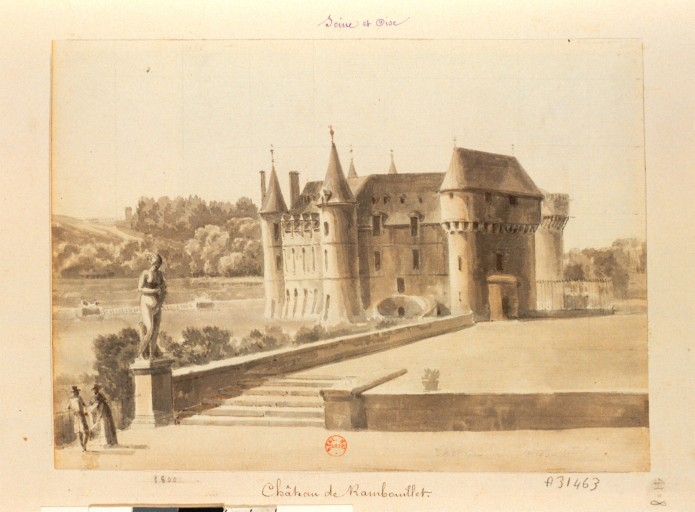
Château de Rambouillet

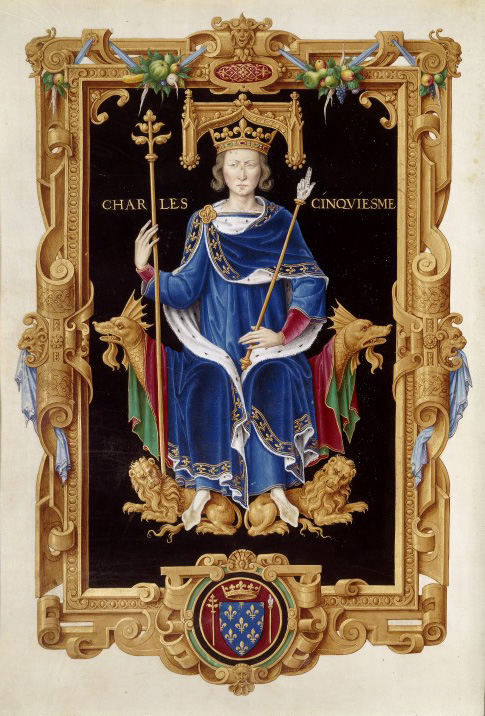
Charles V de France, Recueil des rois de France, vers 1550.

- Le 23 juillet 1348, le chevalier Jean Bernier devient conseiller du roi Philippe VI de France.
- Le 13 mars 1354, le roi Jean le Bon le nomme « réformateur » des pays du Poitou, Saintonge et Limousin. Ces trois provinces sont des lieux d'enjeux importants et de conflits entre forces anglaises et françaises durant la guerre de Cent Ans.
- Le 21 avril 1355 Il devient conseiller au Parlement de Paris jusqu’au 27 juin 1360, puis sa charge est prolongée jusqu’au 30 janvier 1361.
- En 1358, il est nommé sénéchal de Beaucaire jusqu'en 1360.
- 1359, élevé au rang de chevalier par le duc d'Anjou Louis Ier d'Anjou, fils de Jean le Bon[1].
- en 1360, il devient bailli de Touraine le 1er juin et prêta serment le 27 juin 1360.
- Le 2 janvier 1362, il est choisi prévôt de Paris[2]. Le 20 juin 1362, il se rend à la création de l’hôpital de l’hôtel-Dieu de Bar-sur-Seine en tant que garde de la prévôté de Paris[3].
- En 1366 vente du fief de Chevreuse à la criée par devant lui à la requête des héritiers de Jean de Montferrand, adjugée 4.800 francs or à Pierre de Chevreuse (?- 1393) Trésorier de France dont 4.000 payés le 18 décembre[4]
- En 1368, Jean Bernier achète, le 6 mai 1368, un manoir à Rambouillet, à Girard Tournebu, qu'il fait transformer en château de Rambouillet entre 1368 et 1385. Entretemps, le roi de France Charles V, nomme Jean Bernier « souverain informateur des Eaux et Forêts du Royaume », ce qui l'incite à s'établir à Rambouillet.
- En 1369, il est désigné bailli de Senlis et gouverneur de Ponthieu, que le roi Charles V de France vient de reconquérir aux Anglais et qu'il réunit au domaine royal.
- Le 2 juillet 1369, il est nommé maître des requêtes de l'Hôtel du Roi.
- En 1373, nommé bailli de Beaucaire[1].
- En 1375, Jean Bernier est choisi par le roi Charles V de France, comme membre de la future Régence qu'il organise de son vivant. Charles V voyant son état de santé décliner (il était probablement atteint de tuberculose pulmonaire), Charles V organise lui-même sa propre succession. Il prépare ainsi une régence qui doit prêter assistance à sa femme, la reine Jeanne de Bourbon. En 1374, Charles V fixe la majorité des rois de France à quatorze ans. Charles V meurt le 16 septembre 1380 son fils Charles VI de France lui succède à l'âge de douze ans. Il est trop jeune pour gouverner, ses oncles se partagent donc le pouvoir, pendant la régence, jusqu'à son émancipation en 1388.
- En 1384, Jean Bernier meurt et laisse son château de Rambouillet en héritage à son fils Guillaume Bernier qui le vend à Regnault d'Angennes.

## Homonymie
À la même époque, vécut un autre Jean Bernier, prévôt de Valenciennes et grand bailli du Hainaut, mort en 1341.